# 藤倉電気工業
藤倉電気工業株式会社（ふじくらでんきこうぎょう）は東京都豊島区に本社を置く、消防設備の製造・販売・卸・施工・保守を行う企業である。

## 沿革
- 1953年 -  藤倉冨成個人によって創業開始
- 1954年 - 藤倉電気工業株式会社（資本金20万円）を設立。火災報知機関連機器の製造および工事受注を開始。
- 1955年 - 製造部門拡充の為、東京都板橋区大谷口に工場新設。自動車関連部品製造開始。
- 1960年 - 製造品種増大に伴い、製造部門充実の目的で、東京都板橋区に工場新設。
- 1961年 - 将来の高層建築に関する自動消火装置の研究開発を進める。
- 1963年 - 資本金300万円とする。東京都千代田区九段に営業所新設。
- 1965年 - 資本金500万円とする。スプリンクラーヘッドの自治省検定制度に伴い、わが国初のスプリンクラーヘッドのメーカーとして国家検定に合格し、量産体勢にはいる。その他、自動警報弁等消火装置機器の試作研究に成功し、改良を加え量産化に入る。
- 1968年 - 甲府営業所開設。
- 1969年 - プレス部門移設の目的で所沢工場新設。
- 1971年 - 自動火災報知機の受信機および付属機器の 国家検定に合格し、販売開始。業務拡張のため、豊島区池袋に東京営業所を移転。
- 1973年 - 総合防災機器の製造部門を分離し藤倉電工（株）を設立。藤倉電気工業（株）各々資本金1，000万円とする。保守業務のサービス向上に資するため、「フジクラ防災友の会」を結成する。
- 1975年 - 藤倉電気工業（株）資本金2，000万円とする。
- 1976年 - 本社社屋藤倉ビルを現住所に新築。東北営業所開設。
- 1977年 - 大阪営業所開設。
- 1987年 - 藤倉電気工業（株）資本金4，000万円とする。
- 1993年 - 藤倉電工（株）資本金3，500万円とする。
- 1994年 - 藤倉電工（株）代表取締役に藤倉大樹就任。
- 1998年 - 藤倉電気工業（株）代表取締役に藤倉大樹就任。藤倉電工（株）と藤倉電気工業（株）を合併する。資本金8，000万円とする。
- 2000年 - 所沢工場から埼玉製作所（みずほ台）へ新築移転。北関東営業所開設。藤倉電気工業（株）安全衛生協力会設立
- 2005年 - ISO認証取得（埼玉製作所）
- 2006年 - 大阪支店・神戸出張所開設
- 2008年 - 名古屋営業所開設